# أندريا باريت
اندريا باريت (بالإنجليزية: Andrea Barrett)‏ (و. 1954  م) هي كاتِبة، وروائية، وأستاذ جامعي أمريكية، ولدت في بوسطن.

## التعليم
تعلمت في كلية الاتحاد.

## جوائز
حصلت على جوائز منها:
- جائزة أوليفر هنري [الإنجليزية]‏ (2013)
- الجائزة الوطنية للكتاب عن فئة الخيال  [لغات أخرى]‏ (1996)
- جائزة الكتاب الوطني  [لغات أخرى]‏
- زمالة ماك آرثر[2]
- زمالة غوغنهايم.[2]